# Alleanza Cattolica

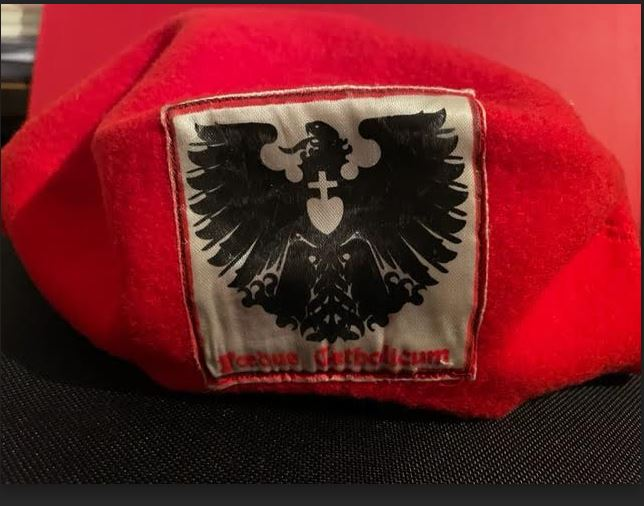
Boina roja (béret rouge) utilisé par l'Alleanza Cattolica (anciennement Foedus Catholicum)

Alleanza Cattolica ou Alliance Catholique, est une association de laïcs catholiques conservateurs italiens dont l'objet est de diffuser et étudier la doctrine sociale de l'Église catholique.

## Historique
L'association a été fondée par Giovanni Cantoni, proche de militants sud-américains tels que Plinio Corrêa de Oliveira ou Nicolás Gómez Dávila.
Elle a pour objet de diffuser et étudier la doctrine sociale de l'Église catholique.
Les statuts de l'association ont été formalisés et adoptés en 1998, l'association ayant été créée de façon informelle en 1960.
En 2008, le juriste et sociologue Massimo Introvigne, fondateur du Centre pour l'étude des nouvelles religions, est nommé délégué général,. Il le reste jusqu'au 23 avril 2016, date de la démission des responsables de l'association. L’historien Marco Invernizzi est alors élu président pour le mandat 2016-2022.

## Positionnement
L'association défend la doctrine de l'Église sur différents thèmes, tels que l'avortement, l'homosexualité et le divorce. Elle qualifie le Forum social mondial de « laboratoire de subversion ».

## Publications
L’organe officiel de l'association est la revue Cristianità (Chrétienté).

### Site de l'association
1. ↑  (it) Présentation en français
2. 1 2  Présentation sur le site de l'association.
3. ↑  Communiqué de presse de l'association.
4. ↑  (it) Forum Sociale Mondiale: laboratorio della sovversione

### Sources secondaires
1. 1 2  Paul Ariès, La face cachée du pape François : Essais - documents, éditions Max Milo, 2016 [lire en ligne].
2. ↑  CESNUR-page critique.